# Lista de acidentes de transporte no Brasil
Esta é uma lista de acidentes de transporte ocorridos no Brasil. Estão incluídos apenas acidentes que envolvam mais de dez vítimas fatais. Está classificada conforme o tipo de meio de transporte, e em ordem cronológica.

## Aéreos
- 28 de abril de 1952 – Voo Pan Am 202, falha mecânica causou a queda à sudoeste de Carolina, em plena Floresta Amazônica, matando todos os 50 ocupantes.
- 20 de agosto de 1960 – Um Douglas DC-8 da Panair do Brasil cai na baía de Guanabara, causando o primeiro acidente com vítimas de uma companhia aérea brasileira. De 105 ocupantes, 15 vieram a falecer.
- 23 de novembro de 1961 – Um jato Comet 4 das Aerolineas Argentinas sofre pane nos motores durante a decolagem no Aeroporto de Viracopos em Campinas, matando as 52 pessoas que estavam a bordo.
- 14 de março de 1970 – Queda de avião da Paraense Transportes Aéreos na baía do Guajará, em Belém, matando 38 pessoas.
- 12 de abril de 1980 – Voo Transbrasil 303 Um Boeing 727 da Transbrasil cai em Florianópolis no estado de Santa Catarina, Brasil. causando a morte de 54 pessoas.
- 8 de junho de 1982 – Voo VASP 168 – O Boeing 727-200 se chocou contra a Serra da Aratanha, no Ceará, matando todos os seus 137 ocupantes.
- 21 de março de 1989 – um Boeing 707 cargueiro da Transbrasil que fazia a rota Manaus-São Paulo cai no Jardim Ipanema, a menos de 3 quilômetros do Aeroporto de Cumbica, deixando 25 mortos e mais de 100 feridos.
- 3 de setembro de 1989 – Voo Varig 254, em que morreram 14 pessoas ao fazer pouso forçado em área próxima Serra do Cachimbo, Pará, Brasil.
- 31 de outubro de 1996 – Voo TAM 402, em que morreram 99 pessoas, quando o avião caiu perto do Aeroporto de Congonhas, em São Paulo, Brasil, quando decolava.
- 30 de agosto de 2002 – Um Embraer EMB-120 Brasília cai em Rio Branco, Brasil, em meio a uma tempestade. Somente oito das 31 pessoas a bordo sobreviveram e a aeronave torna-se economicamente irrecuperável.
- 14 de maio de 2004 – Um Embraer EMB-120 Brasília da Rico Linhas Aéreas cai próximo de Manaus, Brasil, matando todas as 33 pessoas a bordo.
- 31 de março de 2006 – Voo TEAM 6864, Um LET410 choca-se contra uma montanha próximo de Macaé, Rio de Janeiro, matando todos os 19 tripulantes.
- 29 de setembro de 2006 – Voo Gol 1907, em que morreram todas as 154 pessoas a bordo, no estado de Mato Grosso, Brasil. O avião colidiu contra um Legacy.
- 17 de julho de 2007 – O Voo TAM 3054, de procedência do Aeroporto Salgado Filho em Porto Alegre para o Aeroporto de Congonhas em São Paulo, com 187 pessoas a bordo, derrapa e sai da pista recém-reaberta do Aeroporto de Congonhas após pousar, em seguida sai do aeroporto e atravessa a avenida Washington Luís, colide com um depósito da TAM Express e explode em seguida. Morreram, além das pessoas no avião, 11 pessoas que estavam no depósito da TAM Express e 1 taxista que estava abastecendo seu carro no posto de gasolina ao lado.
- 9 de agosto de 2024 – Voo Voepass 2283, em que morreram 62 ocupantes quando perdeu sustentação e entrou em "parafuso chato" irrecuperável e caiu em um condomínio residencial no bairro de Capela em Vinhedo, São Paulo.

## Em passagem de nível
- 21 de maio de 1990 – Treze pessoas morreram e cerca de 30 ficaram feridas em um acidente envolvendo um trem e um ônibus. O trem de carga arrastou o coletivo na periferia de Santo Ângelo. Três gestantes perderam seus bebês.

## Rodoviários
- Acidente do Rio Turvo – Acidente aconteceu em 24 de agosto de 1960, quando um ônibus levando 64 estudantes de São José do Rio Preto para Barretos caiu de uma ponte no rio Turvo, município de Guapiaçu. 59 estudantes faleceram. Até hoje, é o maior acidente rodoviário em número de vítimas fatais ocorrido no estado de São Paulo.[1]
- 29 de julho de 1974 – O Acidente da Belém-Brasília, um acidente tão fatal e histórico ocorrido no município de Paragominas na BR-010, no antigo Gurupizinho (atual Ulianópolis) às 15h um ônibus colidiu com um carro que transportava muitas cargas pesadas de madeiras além de uma grande quantidade, matando 69 pessoas e deixando 11 feridos, esse ônibus saíra de São Paulo até Belém (Pará). Atualmente no local do acidente, foi erguido uma capela em memória as vítimas do acidente fatal que parou o Brasil naquela época, é o maior acidente e menos conhecido.[2][3]
- 17 de julho de 1988 – Colisão entre dois ônibus da Viação Garcia no quilômetro 231 da Rodovia Raposo Tavares, em Paranapanema. Ambos veículos trafegavam no mesmo sentido. O ônibus que viajava na frente parou repentinamente devido à animais na pista e foi atingido na traseira; Com o impacto caiu de uma ribanceira de 15 metros na represa de Jurumirim, próximo à ponte que separa os municípios de Angatuba e Paranapanema. O acidente resultou em 35 pessoas feridas e 39 mortos.[4]
- 8 de setembro de 1998 – Um acidente ocorreu na Rodovia Anhanguera, no quilômetro 179 do sentido norte, na altura da cidade de Araras, envolvendo 5 veículos, sendo destes 2 ônibus com romeiros, a maioria deles da cidade de Anápolis. 53 pessoas faleceram no local e mais 6 posteriormente, sendo a maioria carbonizadas após uma colisão entre o primeiro ônibus com um caminhão carregado de combustível que veio a explodir. Os demais veículos, devido à espessa fumaça, adentraram as chamas, elevando ainda mais o número de vítimas. Hoje em Anápolis existe a Praça dos Romeiros, em homenagem às vítimas desta tragédia.[5]
- 21 de fevereiro de 2004 – Um ônibus da Viação Itapemirim que viajava de Fortaleza para Salvador cai em um açude próximo à cidade de Barro (Ceará) matando todos os seus 46 ocupantes. A vedação das janelas para garantir o isolamento térmico do ar-condicionado dificultou a saída dos passageiros. Um homem que circulava a cerca de 100 metros de distância do ônibus relatou que logo após o acidente viu o motorista quebrar o vidro e sair, ficando agarrado ao retrovisor, pouco depois o veículo afundou completamente.[6]
- 22 de janeiro de 2006 – Dois ônibus da viação Andorinha, que trafegavam em sentidos opostos pela Rodovia Raposo Tavares colidiram no km 538 em Regente Feijó. No momento do impacto, o veículo que seguia em direção à São Paulo trafegava a 122Km/h, enquanto que o veículo que viajava para Presidente Prudente trafegava a 85Km/h. O inquérito policial apontou que a colisão foi livre (nenhum dos veículos tentou frear) e que ambos motoristas estavam acordados no momento do acidente, que resultou em 32 óbitos.
- 22 de julho de 2008 – Um ônibus da linha Porto Xavier-Porto Alegre da empresa Viação Ouro e Prata colide com uma carreta no km 371 da BR-386, município de Fazenda Vilanova, matando 13 pessoas e deixando 20 feridos.[7]
- 7 de janeiro de 2012 – Um ônibus da linha João Pessoa-Cajazeiras da empresa Expresso Guanabara colide com uma carreta no km 463 da BR-230, entre os municípios de Sousa e Aparecida, matando 7 pessoas e deixando 15 feridos.[8]
- 23 de outubro de 2012 – Um ônibus da empresa Auto Viação 1001 invade a pista contrária e colide com um carro na altura do quilômetro 100 da Rodovia Rio-Teresópolis. Depois, o ônibus voltou para a pista sentido Rio, mas – desgovernado – entrou na mata. Quando finalmente parou, as pessoas foram jogadas para a parte da frente, a mais atingida no impacto com as árvores. O acidente deixou 14 mortos, 11 no local e 3 posteriormente.[9]
- 22 dedezembro de 2013 – Um ônibus da Viação Nossa Senhora da Penha saiu às 20h15 de sábado (21) de Curitiba (PR) e seguia para o Rio de Janeiro (RJ) onde deveria chegar por volta das 9h30 de domingo (22). O veículo de dois andares, modelo Marcopolo Paradiso 1800 DD, que levava 54 pessoas — 53 passageiros mais o motorista —, quando capotou em uma ribanceira de aproximadamente dez metros de altura em São Lourenço da Serra, na Grande São Paulo, por volta das 2h de domingo, e tombou ao bater no solo. Treze passageiros morreram na hora. Ao todo 32 pessoas foram levadas a hospitais da região. Dessas, uma morreu a caminho do hospital e outra algumas horas depois, na UTI. Toda a cabine da parte de cima do veículo foi completamente destruída, todos os mortos estavam no nível superior do ônibus. Não houve evidências de marcas de frenagem na pista nem de pane mecânica do veículo, as investigações levam a crer que o motorista tenha dormido na hora do acidente. O acidente foi amplamente divulgado na mídia, e diante dos descasos, procedimentos executados pela empresa responsável e forma como aconteceram o acidente, puseram em dúvida o sistema do transporte turístico rodoviário brasileiro e a segurança dos ônibus modelo Double Deck amplamente utilizado por diversas empresas do mercado.
- 27 de janeiro de 2014 – um ônibus da Empresa Gontijo de Transportes, que fazia a linha São Paulo (SP) – Paulo Afonso (BA) transportava 38 passageiros, quando colidiu com um trator de esteira, no km 322 da BR-110. O trator era transportado em uma carreta, quando se soltou e caiu na pista, ficando parado em uma curva. Sem visão da pista, o motorista do ônibus colidiu lateralmente com trator, destruindo parte do veículo, por volta das 6h10. Todas as ambulâncias da região foram solicitadas para ajudar no resgate das vítimas. Pelo menos 21 pessoas ficaram feridas. o resultado foram 14 vitimas fatais, inclusive o motorista.[10]
- 18 de maio de 2014 – Um grave acidente envolvendo um ônibus da Viação Princesa dos Inhamuns, no km 303 da BR-020, na localidade de Jubaia, no Município de Canindé, deixou 18 pessoas mortas e outras 23 feridas, O ônibus saiu da cidade de Boa Viagem com destino a Fortaleza. Segundo informou a empresa, no veículo, havia 39 passageiros além do motorista e outro funcionário, totalizando 41 pessoas. Os feridos foram levados para o Hospital de Canindé e para o Instituto Doutor José Frota (IJF).
- 27 de outubro de 2014 – Um ônibus da empresa Jabotur Turismo que retornava de uma excursão em São Paulo trazendo estudantes e professores da Escola Estadual “Dom Gastão Liberal Pinto” da cidade de Borborema (SP) colidiu com uma carreta que transportava óleo vegetal e teve sua lateral arrancada com o impacto da batida, deixando 13 mortos, entre alunos e professores.
- 11 de janeiro de 2015 – Um grave acidente envolvendo um ônibus de turismo deixou ao menos 9 mortos mais o motorista, e vários feridos na madrugada do domingo (11) em Santa Catarina. O veículo da empresa Reunidas saiu de Posadas, na Argentina, e tinha como destino Florianópolis. O ônibus caiu em uma ribanceira de 50 metros em Alfredo Wagner, na Serra Catarinense, por volta das 3h20, segundo a Polícia Rodoviária Federal (PRF). O ônibus trafegava em uma média de 70 km/h. Depois da leitura do disco do tacógrafo, a PRF interpretou que o coletivo variava entre 60 km/h e 80 km/h durante a viagem, velocidades compatíveis com as estradas do percurso. Após a saída de pista, o veículo chegou a 122 km/h, velocidade apontada na colisão. A Agência Nacional de Transportes Terrestres (ANTT) afirmou em nota que recebeu o comunicado do acidente por parte da Reunidas. Em nota, o órgão afirmou que o km 107 da BR-282, onde houve a queda da ribanceira, não fazia parte do percurso autorizado pela ANTT para essa viagem, no entanto, a agência irá aguardar a conclusão do inquérito policial para tomar medidas administrativas necessárias. As causas do acidente ainda não são conhecidas e serão investigadas.
- 14 de março de 2015 – Um dos piores acidentes em rodovias da história do Brasil e o maior acidente rodoviário da história de Santa Catarina. O ônibus, modelo Scania K112, da empresa Costa & Mar Turismo, saiu de União da Vitória (PR) as 23h no dia anterior, com destino em Guaratuba (PR), por volta das 17h30, rampou por 120 metros e caiu de uma altura de 20 metros numa Ribanceira na Estrada da Serra Dona Francisca (SC), cerca de 105 km do destino final, e vitimou 51 pessoas (15 homens, 20 mulheres, 5 adolescentes e 11 crianças).[11] Sobreviventes e testemunhas informaram o ônibus teria sido substituído por um outro ônibus após apresentar problemas mecânicos em Mafra (SC), após o conserto o coletivo teria parado para pegar passageiros de uma Van (da mesma excursão) que também teria tido falhas mecânicas. Não houve evidências de marcas de frenagem na pista, e conforme o relato de um dos sobreviventes o ônibus teria perdido o freio. Segundo a Secretaria de Segurança Pública do Paraná e a ANTT a empresa tinha apenas uma autorização do Departamento de Estradas de Rodagem do Paraná (DER-PR) para viajar até Guaratuba, no litoral do Paraná, dentro do estado, com determinado ônibus, no entanto, o trajeto foi feito por Santa Catarina com outro veículo, extrapolando também a quantidade de passageiros autorizada que era de 31 e havia 58 mais o motorista no momento do acidente. O acidente, amplamente divulgado na mídia, novamente pois em dúvida o sistema de transporte turístico rodoviário brasileiro no que diz respeito a segurança do trajeto na Serra Dona Francisca e o transporte clandestino de turistas no país.
- 8 de junho de 2016 – Um grave acidente envolvendo um ônibus da empresa Viação União do Litoral, matou dezoito estudantes que vinham de universidades de Mogi das Cruzes.[12][13] O ônibus tombou em um pedra e capotou enquanto passava na Rodovia Dom Paulo Rolim Loureiro (SP-98). A tragédia ocorreu por volta das 23 horas da quarta-feira.
- 19 de junho de 2017 – Acidente com ônibus clandestino mata 11 pessoas em Salinas, no norte de Minas. O acidente envolveu um coletivo clandestino que partiu de São Paulo com destino a Euclides da Cunha (BA). Muitos corpos foram mutilados e outros ficaram presos sob a carcaça do ônibus, cena que chocou os primeiros socorristas. A suspeita da PRF é que o condutor tenha cochilado ao volante.
- 25 de Novembro de 2020 – Um acidente envolvendo um ônibus da Star Turismo e um caminhão na Rodovia Alfredo de Oliveira Carvalho (SP-249), próximo a Taguaí, interior de São Paulo, deixou pelo menos 41 mortos, segundo o Corpo de Bombeiros. De acordo com a Polícia Militar, o acidente ocorreu às 6h30 da manhã, no km 171 da pista norte. O veículo transportava funcionários da empresa do ônibus.
- 7 de janeiro de 2024 – Uma batida entre um caminhão e um ônibus de turismo deixou 25 pessoas mortas e 5 feridas por volta das 22h30 na BR-324, em trecho da cidade de São José do Jacuípe, no norte da Bahia, o acidente aconteceu por volta das 22h30, no km 381, próximo da cidade de Gavião, no sentido de Jacobina. As 25 vítimas que morreram são: 22 pessoas que estavam no ônibus e três no caminhão. 24 delas morreram no local do acidente e uma após ser levada para um hospital da região. Entre elas estavam homens, mulheres, gestante, crianças e adolescentes.
- 21 de dezembro de 2024 – Um acidente envolvendo um ônibus da Emtram e uma carreta que transportava pedras de granito resultou em 41 mortos na BR-116.[14][15][16] O acidente aconteceu em Lajinha, distrito do município de Teófilo Otoni, Minas Gerais. O ônibus seguia em direção a Vitória da Conquista, na Bahia, onde faria paradas em Santa Inês e Elísio Medrado.[17]
- 20 de fevereiro de 2025 - Um acidente na rodovia Waldir Canevari (SP-355/330), entre os municípios de Nuporanga e São José da Bela Vista, na Região Metropolitana de Ribeirão Preto, São Paulo, deixou 12 mortos e 19 feridos. A colisão envolveu um ônibus, que transportava estudantes da Universidade de Franca (Unifran), e uma carreta. O veículo retornava da universidade em Franca com destino a São Joaquim da Barra, onde as vítimas residiam.[18] A Universidade de Franca, o governador de São Paulo, Tarcísio de Freitas, e o prefeito de São Joaquim da Barra, José Schmidt, decretaram luto oficial de três dias. As prefeituras de Santa Adélia e Nuporanga, e a Câmara Municipal de Franca, manifestaram solidariedade, além de atléticas da Universidade de Franca.[19]